# ذي جورج، دبلن
ذي جورج، دبلن
ذي جورج(بالإنجليزية: The George) هو بار للمثليين وملهى ليلي في ساوث غرايت جورجز ستريت في وسط مدينة دبلن، جمهورية أيرلندا.
افتتح ذي جورج في عام 1985، وبدأ كمشروع مملوك للمثليين، قبل ثماني سنوات من إلغاء تجريم المثلية الجنسية في أيرلندا. تم شراؤها في وقت لاحق من قبل مجموعة من الحانات والنوادي التي تملكها مجموعة كابتال بارز (بالإنجليزية: Capital Bars)، واليوم مملوكة لمجموعة ميركانتيل إنترتايمنت غروب (بالإنجليزية: Mercantile Entertainment Group) التي تمتلك عدة أماكن في جميع أنحاء المدينة بما في ذلك موقع الموسيقى الشهير ويلانز (بالإنجليزية: Whelans). إنه أقدم وأكبر بار للمثليين في أيرلندا ويعتبر أفضل بار للمثليين في المدينة. يعتبر ساوث غرايت جورجز ستريت تاريخيا موقع شهير للرجال المثليين في دبلن.
لسنوات عديدة كان المكان الوحيد الكبير للمثليين في المدينة، ولكن تحسن الاقتصاد وتحرير المواقف الأيرلندية تجاه المثلية الجنسية في التسعينيات أدى إلى تنويع مشهد المثليين في دبلن. قلل هذا إلى حد ما من أهمية البار، على الرغم من أنه لا يزال مركزًا رئيسيًا للحياة الليلية للمثليين في المدينة. يحتفظ الفندق بمكانة بارزة على الرغم من المنافسة من أماكن المثليين الجدد، مثل «بانتي بار» (بالإنجليزية: Pantibar) في كابل ستريت و «ذي دراغون» (بالإنجليزية: The Dragon) سابقًا، أيضًا في ساوث غرايت جورجز ستريت و «ذي فرونت لاونج» (بالإنجليزية: The Front Lounge) في بارليمنت ستريت، مع إغلاق كلاهما كأماكن للمثليين منذ عام 2015.
الجزء الأصلي والأصغر من ذي جورج، المشار إليه باسم «بيردي بار»' (بالإنجليزية: Bridie's Bar')، وهو بار هادئ يتردد عليه حشد أكبر سناً. في الجوار، يمتد مكان النادي على طابقين ويعرض بانتظام عروض دراغ كوين الشهيرة بالإضافة إلى ظهور العديد من الشخصيات الأيرلندية والدولية. كما أنها موطن لبعض دراغ كوين المشهورين في أيرلندا مثل شيرلي تامبل بار وفيدا بو راف ودافينا ديفين ودوللي غريب بالإضافة إلى مجموعة من أعمال دراغ كوين الأخرى. يفتخر المكان بعروض دراغ كوين التمثيلية «تقريبًا» كل ليلة بصرف النظر عن أيام الجمعة عندما يستمتع الجمهور بالراقصات على طراز غوغو.
في يونيو/حزيران 2008، في مساء مهرجان فخر دبلن للمثليين، قال أحد المتصلين كذبا أنه زرع قنبلة في المكان. أخلت الشرطة الأيرلندية المكان في الساعة 11 مساءً إلى أن تم تحديد انه لا توجد قنبلة بعد 90 دقيقة. ثم استأنفت الاحتفالات.

## تاريخ ذي جورج

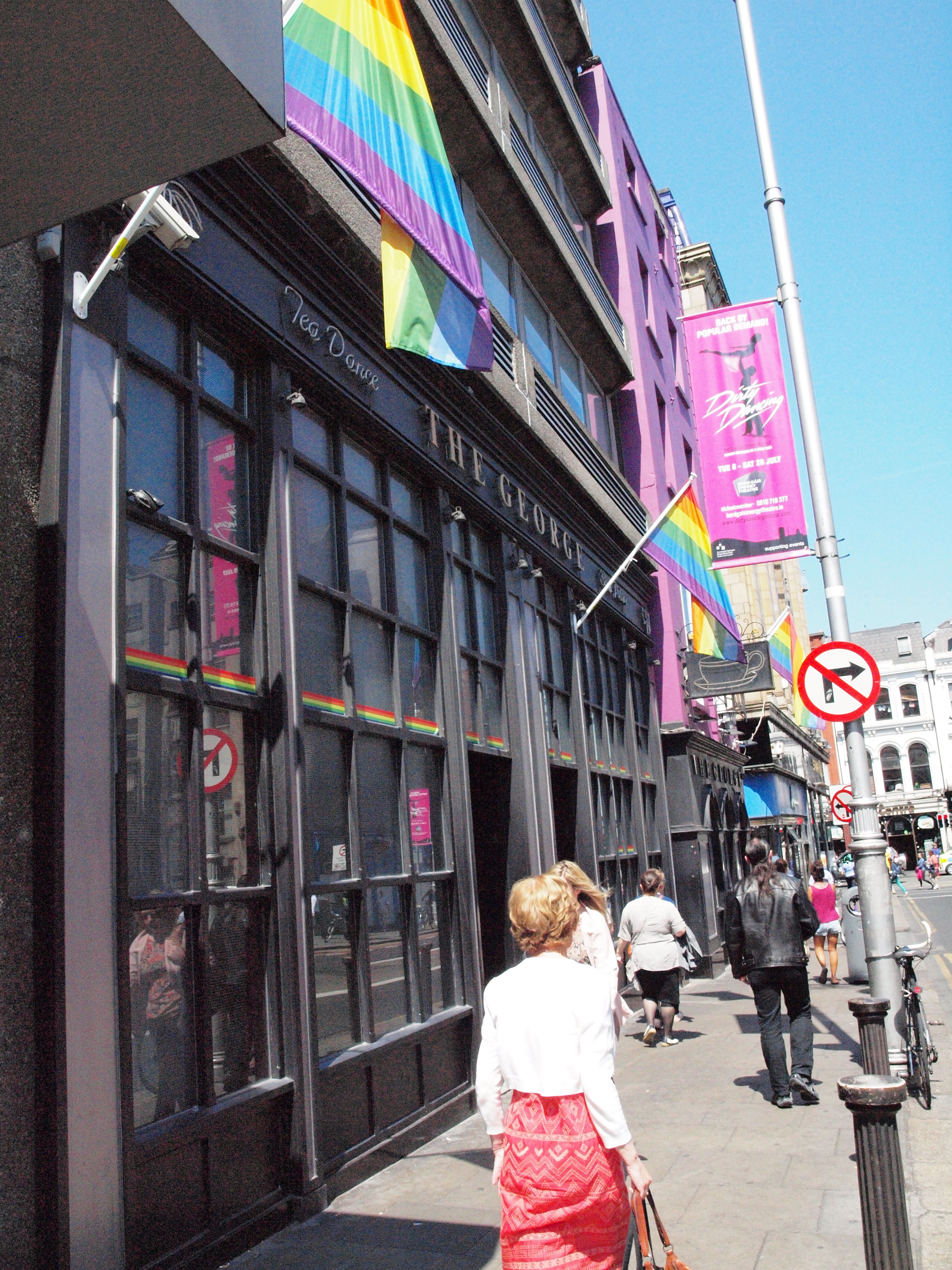
ذي جورج، دبلن

في الأصل كان «بار للرجال العجزة» في زاوية شارع جورج، تم شراء ذي جورج بواسطة سيريل أو'بريان الذي أحب جو البار ولكنه لم يكن متأكدًا تمامًا من الديكور وفكر في أن المكان يحتاج للتجديد. في ذلك الوقت، كان ذي جورج هو ركن المشروبات في الطابق السفلي، والمعروف الآن باسم «بريديز بار» (بالإنجليزية: 'Bridie's Bar')، والذي ظل بارا للمغايرين جنسيا بينما تم تحويل البار الموجود في الطابق العلوي إلى حانة ديسكو للمثليين تسمى «ذي لوفت» (بالإنجليزية: "The Loft"). تم تزيين «ذا لوفت» بإضاءة تيفولي، حيث لاحظ أحد العملاء «يجب أن يكون شكل دماغ مصفف الشعر من الداخل!» في النهاية، أصبح ذي جورج حانة مخصصة للمثليين.
كانت فقط البار الثانية في المدينة التي يملكها مالك للمثليين جنسيا ويفتتح على وجه التحديد كبار للمثليين؛ الآخر كان «الفايكنغ» (بالإنجليزية: ‘The Viking’) في شارع دام. وفر ذي جورج مساحة آمنة حيث يمكن للمثليين التواصل مع أصدقائهم دون خوف أو تحامل. على مر السنين واصل البار في تزايد شعبيته وبعد إلغاء تجريم المثلية الجنسية في عام 1993 كان هناك انفجار في أعداد الرواد المثليين وللمرة الأولى توسعت ذي جورج. في عام 1998 امتد ذي جورج مرة أخرى إلى المبنى المجاور، والذي كان في الأصل مطعمًا هنديًا.